# モーリス・カルノー
モーリス・カルノー（英語: Maurice Karnaugh、[ˈkɑːrnɔːf]、1924年10月4日 - 2022年11月8日）は、アメリカ合衆国の物理学者、数学者。カルノー図などが知られる。

## 経歴
1944年から1948年までニューヨーク市立大学シティカレッジで数学と物理学を学んだ後、イェール大学に移って1949年にB.Sc.を、1950年にM.Sc.を、1952年に物理学のPh.D.を授与された。
その後、1952年から1966年までベル研究所で働き、1954年にカルノー図を発明したほか、パルス符号変調のエンコーディングや磁力論理回路とそのコーディングに関する特許を取得した。その後、1966年から1970年までゲイザースバーグでIBMのFederal Systems Division、続いて1989年まで同じくIBMのトーマス・J・ワトソン研究所で働き、多段結合ネットワークを研究した。
カルノーは1976年にIEEEフェローに選出され、1980年から1999年までニューヨーク工科大学（現ニューヨーク大学タンドン・スクール・オブ・エンジニアリング）のウェストチェスター校舎で助教を務めた。
1970年に結婚しており、息子が2人いる。

## 著作
- “The Map Method for Synthesis of Combinational Logic Circuits”. Transactions of the American Institute of Electrical Engineers, Part I: Communication and Electronics 72 (9):  593–599. (November 1953). doi:10.1109/TCE.1953.6371932.
- “A New Class of Algorithms for Multipoint Network Optimization”. IEEE Transactions on Communications 24 (5):  505–505. (May 1976). doi:10.1109/TCOM.1976.1093334.
- “Issues in Computer Communications”. IEEE Transactions on Communications 20 (3):  495–498. (June 1972). doi:10.1109/TCOM.1972.1091197.
- Generalized quicksearch for expert systems. Eighth Conference on Artificial Intelligence for Applications. March 1992. pp. 30–34. doi:10.1109/CAIA.1992.200007。
- “Symbolic Sets and the Real Line” (英語). symbolicsets.com (2015年). 2018年3月7日閲覧。